# Мікенська цивілізація

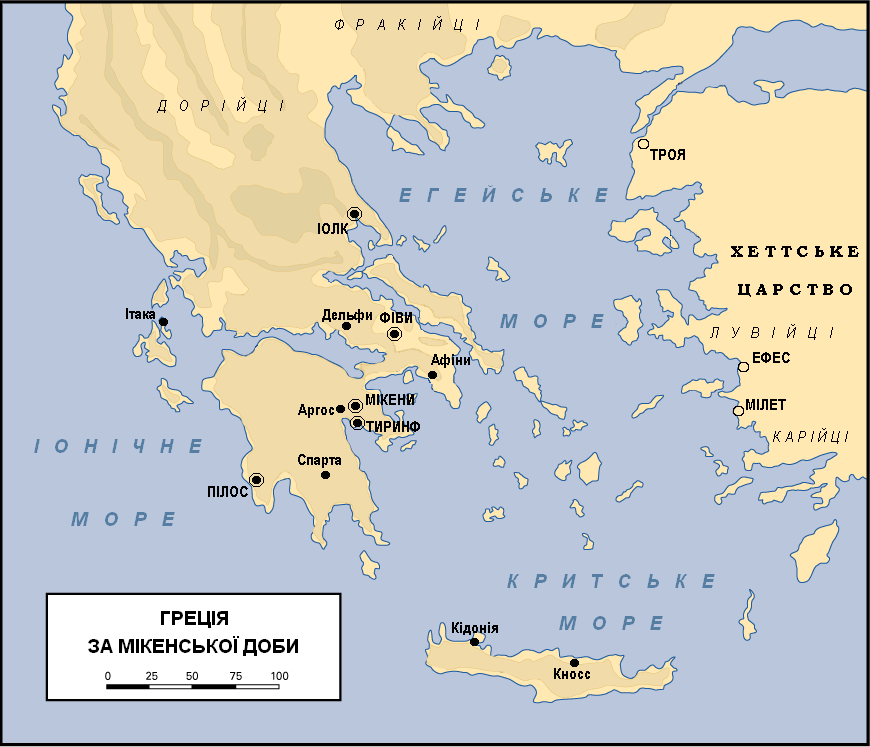
Основні центри мікенської цивілізації близько 1450 до н. е.

Мікенська цивілізація, або Ахейська Греція — культурний період в історії доісторичної Греції з XVI по XI століття до н. е., бронзової доби, частина крито-мікенської культури. Отримала свою назву за містом Мікени на півострові Пелопоннес. Іншими важливими полісами цього періоду були Афіни, Фіви та Пілос. На противагу мінойцям, культура яких досягла розквіту завдяки мирному існуванню та жвавій торгівлі, мікенці були завойовниками.
Зникнення мікенської культури пов'язують із дорійським вторгненням близько 1200 років до н. е.

## Ранньоелладський період
Докладніше у статтях: Елладська цивілізація, Догрецький субстрат
У 3-2 тисячоліттях до н. е. на території Балканської Греції мешкали пеласги, лелеги та карійці, вся ж країна, за свідченнями Геродота, іменувалась Пеласгією. Пізні грецькі історики вважали ці народності варварами, хоча в дійсності їх культура знаходилася на більш високому рівні розвитку (про це свідчать археологічні дані), ніж культура греків-ахейців, що вторглись на територію Греції на зламі 3-2 тисячоліть до н. е. Ці культури, або одна з них, могли бути пов'язані з хронологічно попередньою культурою Вінча (5-3 тисячоліття до н. е.), південна межа якої знаходилась на півночі Греції.
Усі поселення ранньоелладської епохи можна розділити на два види — це цитаделі, в яких проживали представники родоплемінної знаті, та щільно забудовані селища (наприклад, Рафіна і Зигурієс), заселені, здебільшого, селянами-хліборобами. Усі цитаделі були оточені оборонними спорудами, які були присутні також в деяких поселеннях. Крім заняття землеробством, у ранньоелладський період виникає ремесло (гончарне, ковальське), але чисельність ремісників була мала і продукція забезпечувала місцевий попит, але не виключено, що вона також виходила за межі окремої громади.
Поділ поселень на цитаделі та селища може говорити про початок класоутворення у другій половині 3 тисячоліття до н. е. Цивілізація цього періоду вже випереджала у своєму розвитку інші європейські культури, однак подальшому прогресивному росту завадило пересування племен територією Балканської Греції.

## Перші Ахейські держави
З приходом першої хвилі ахейських племен можна говорити про формування грецької народності на початку 2 тисячоліття до н. е. Археологічні дані знахідок середньоелладського періоду свідчать про занепад культури цього періоду у порівнянні з культурою ранньоелладського періоду. У похованнях цього часу відсутні вироби з металу, а замість них знову з'являються кам'яні знаряддя, інвентар таких поховань здебільшого одноманітний, швидше за все, це можна пояснити відсутністю класового розшарування суспільства. Також зникають монументальні споруди, хоча не можна не відзначити появу деяких нововведень, таких як гончарний круг і бойова колісниця.
Усі поселення середньоелладського періоду розташовувалися на пагорбах і були укріплені, прикладом такого поселення є городище Мальті-Доріон у Мессинії. В центрі цього городища розташовувався палац, до нього примикали майстерні ремісників, решту складали будинки простих людей та складські приміщення.
До кінця середньоелладського періоду став відчуватися культурний підйом у розвитку цивілізації материкової Греції, виникають перші державні утворення, відбувається процес класоустворення, який проявляється у виділенні прошарку знаті, спостерігається значне зростання населення, пов'язане з успіхами сільського господарства. Зросла кількість як дрібних населених пунктів, так і великих міст. Період в історії Греції між 16 та 11 століттями до н. е. прийнято називати мікенською епохою, за назвою найбільшого політичного та економічного центру континентальної Греції — міста Мікени, розташованого в Арголіді.
Питання про етнічне походження носіїв мікенської цивілізації довгий час залишалося одними з найскладніших, тільки після розшифровки лінійного письма Б Майклом Вентрісом і Джоном Чедвіком утвердилась думка, що це були ахейці. Ахейці, що переселились на Крит та острови Малої Азії близько 16 століття до н. е., походили, імовірно, від північних, фессалійських ахейців.
Перші міста-держави, утворені в 17-16 століттях до н. е. — Мікени, Тиринф, Пілос — мали тісні культурні та торговельні зв'язки із Критом. Мікенська культура багато запозичала від мінойскої цивілізації, вплив якої відчувається у культових обрядах, світському житті, художніх пам'ятках. Від критян було сприйнято також мистецтво будування суден. Проте мікенській культурі були притаманні тільки їй властиві традиції, що йдуть корінням у глибоку давнину. Втім за Артуром Евансом, мікенська культура є тільки відгалуження критської і позбавлена будь-якої індивідуальності.
Що стосується розвитку мікенської торгівлі та зовнішніх відносин з іншими державами, низка предметів, знайдених в Єгипті і таких, що раніше вважалися привезеними з Криту, тепер визнаються виробами мікенськиї ремісників. Існує гіпотеза, згідно з якою мікенці допомогли фараону Яхмосу (16 століття до н. е.) у його боротьбі з гіксосами, а в часи Ехнатона (15 століття до н. е.). В його новій столиці Ахетатоні була поширена мікенська кераміка.
У 15-13 століттях до н. е. ахейці завоювали Крит і Кіклади, колонізували численні острови в Егейському морі, заснували низку поселень в глибині території Греції, на місці яких пізніше виросли знамениті античні міста-держави — Коринф, Афіни, Дельфи, Фіви. Цей період вважається часом розквіту мікенської цивілізації. Ахейці підтримували не тільки старі критські торговельні зв'язки, але і прокладали нові морські маршрути на Кавказ, Сицилію, у Північну Африку.
Основними центрами полісів, як і на Криті були палаци, однак важливою відмінністю їх від критських є те, що вони були укріплені і являли собою цитаделі. Вражають собою монументальні розміри цитаделей, стіни яких побудовані з необроблених брил, досягають у деяких випадках ваги до 12 тонн. Найвидатнішою є Цитадель Тиринфська, вся оборонна система якої була продумана з особливою ретельністю для запобігання будь-яких несподіваних ситуацій.

## Поховальні практики
Поряд із загиблими були знайдені повні набори зброї, витончені штаби, а також золоті та срібні чашки та інші цінні предмети, що вказують на їх соціальний ранг.

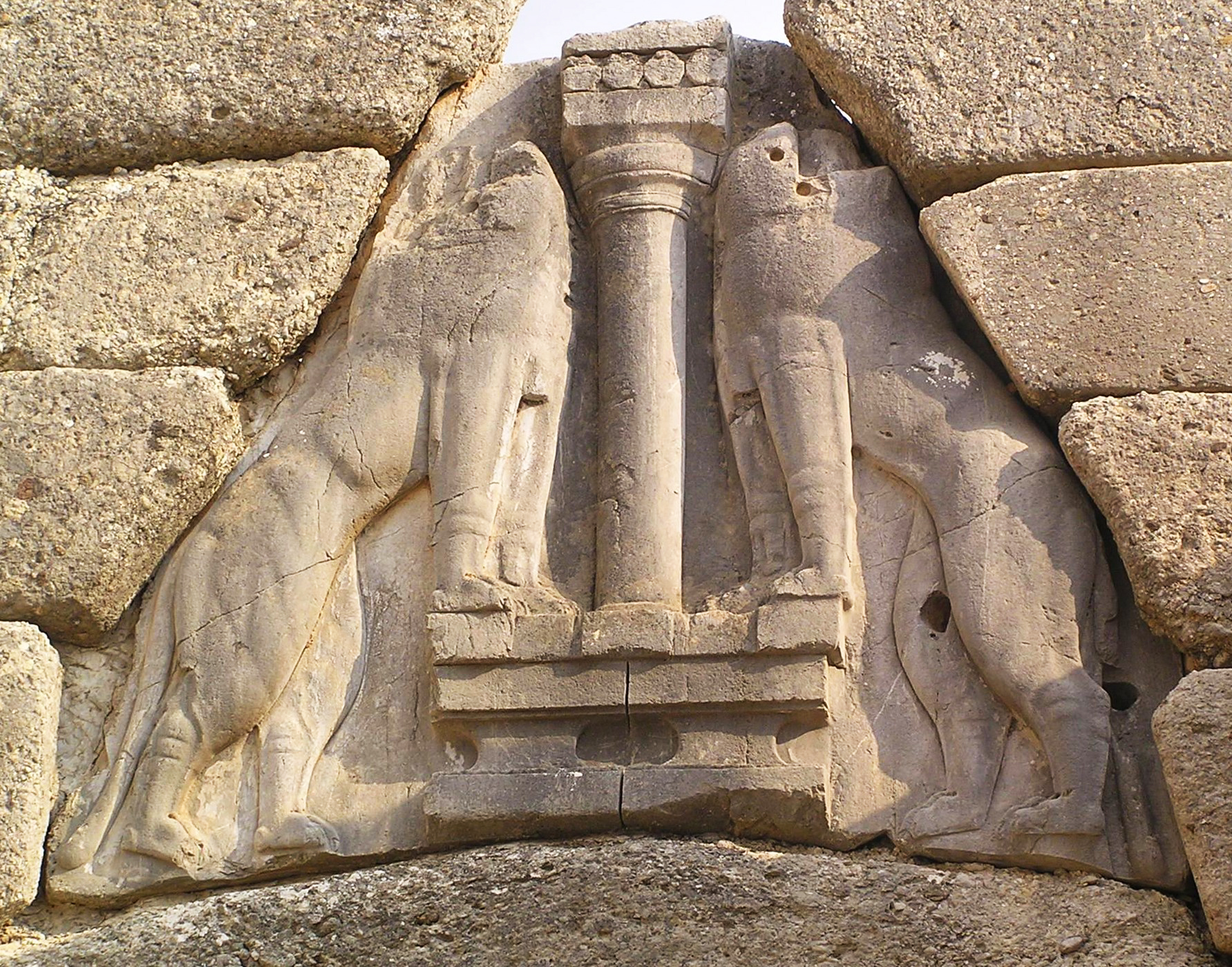
Плита над Левовими воротами, Мікени
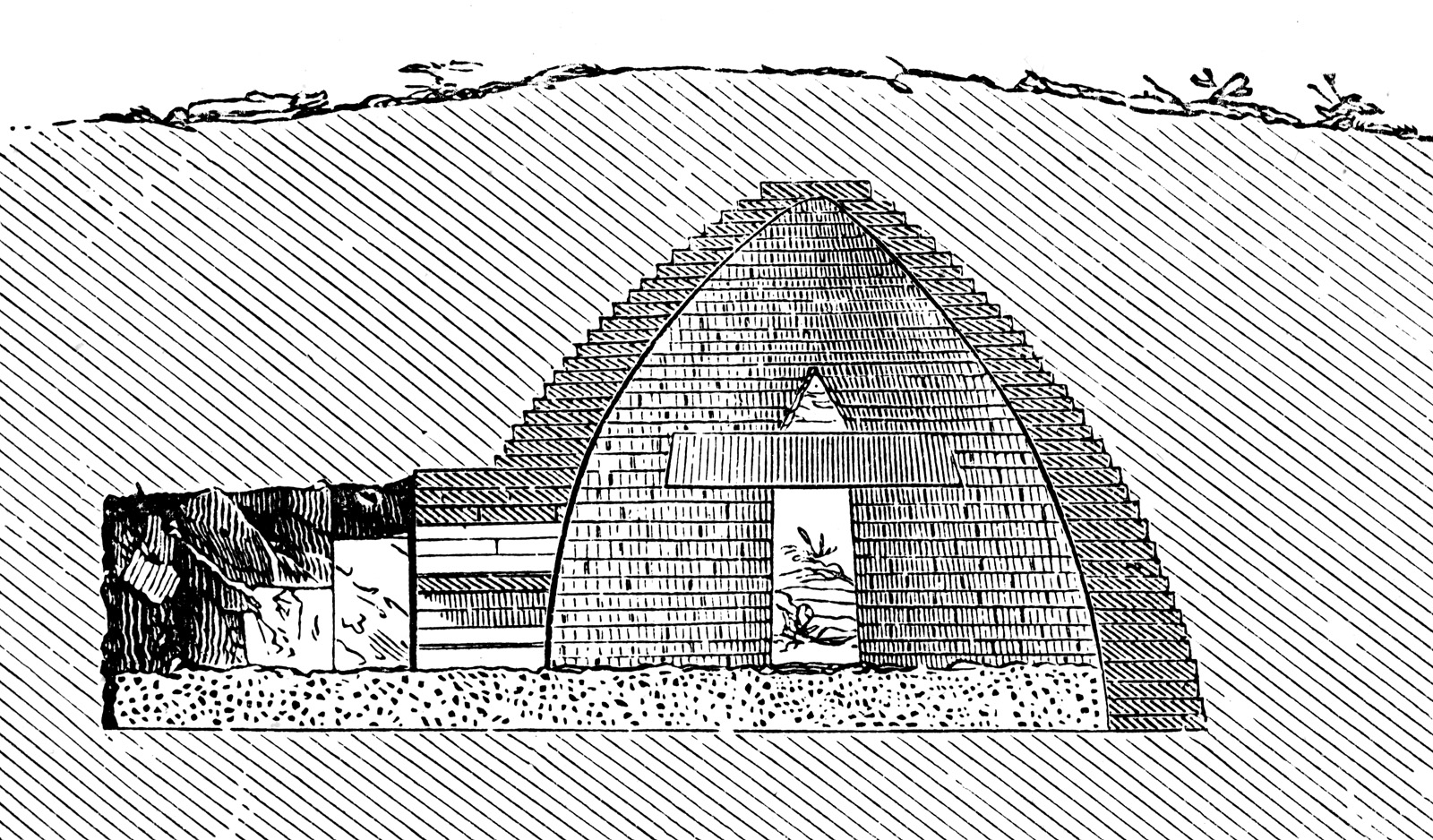
Гробниця Атрея в розрізі, Мікени
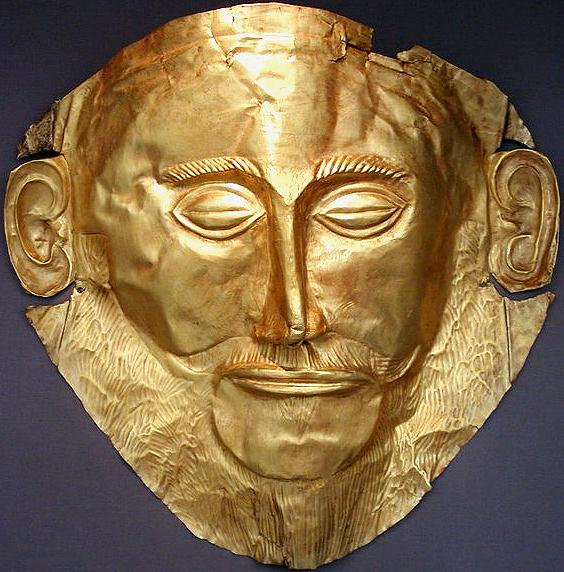
«Маска Агамемнона». Із гробниці V могильного кола «А» у Мікенах. Золото. Близько 1500 до н. е. Національний археологічний музей Афін
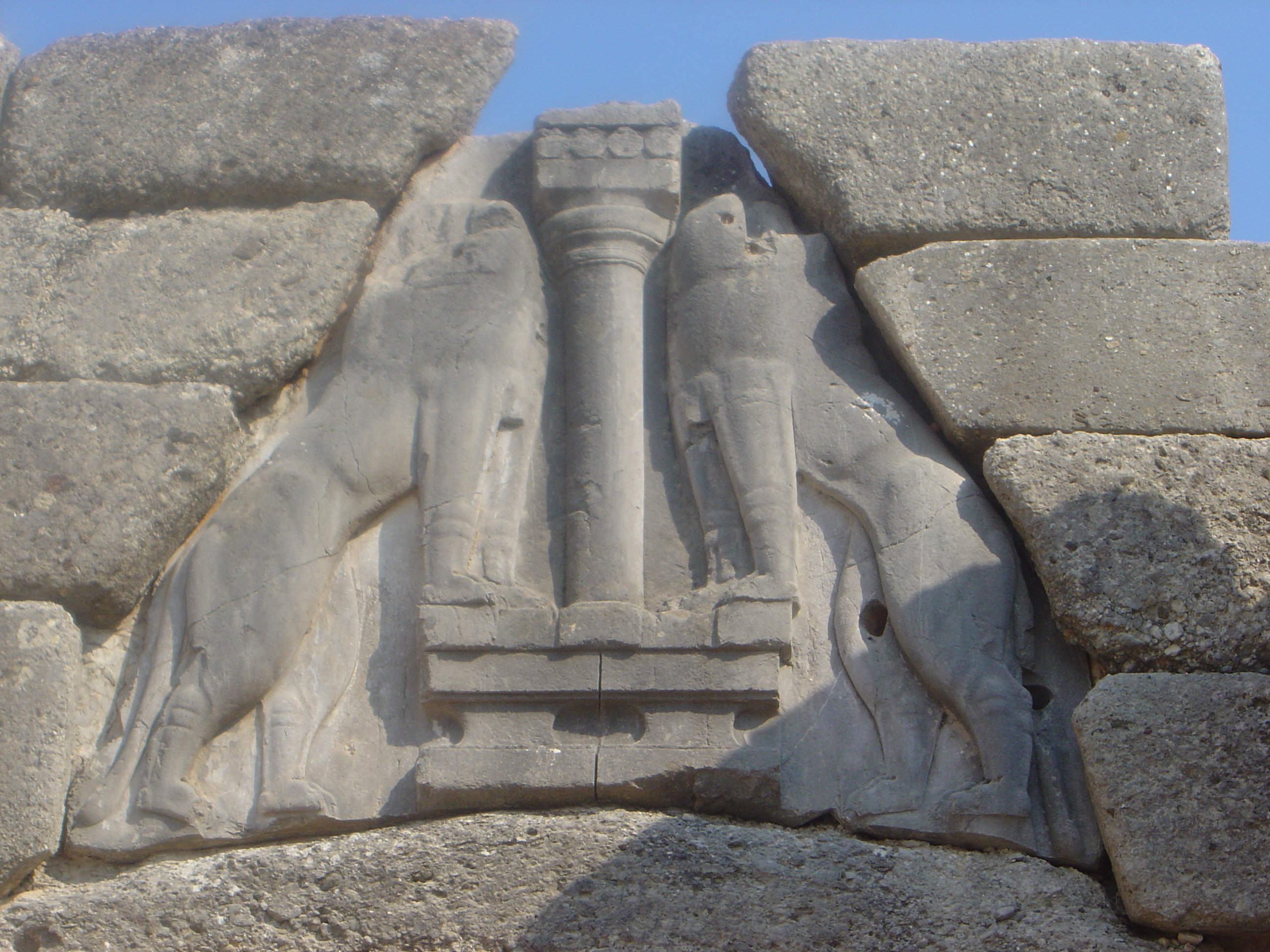
Левові ворота у Мікенах. Рельєф із вапняка. 1300—1200 рр. до н. е.
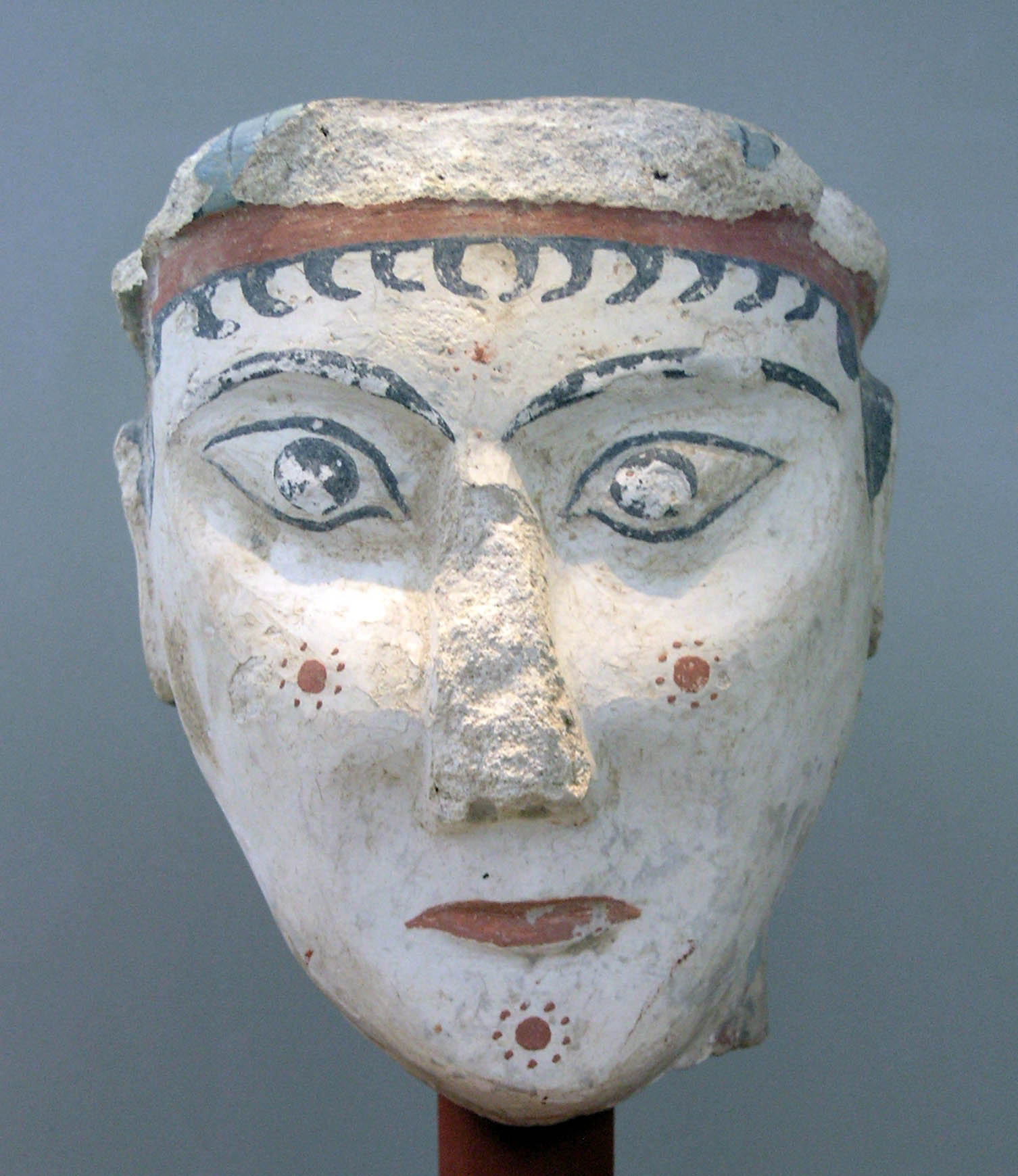
Маска з Мікен. Писане стукко. 1400—1200 рр. до н. е. Національний археологічний музей Афін
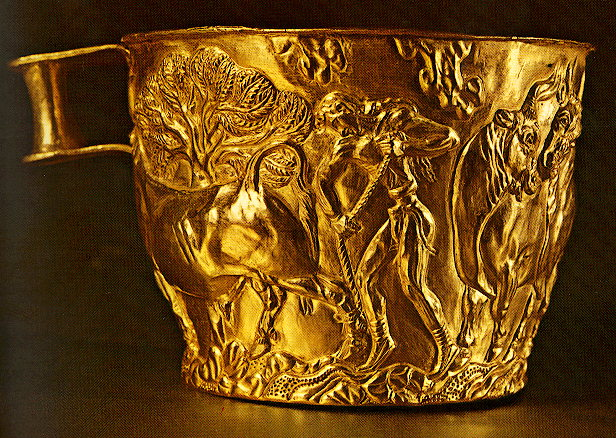
Золота мікенська чаша, толос у Вафіо, Лаконія, бл. 1500 р. до н. е. Національний археологічний музей Афін
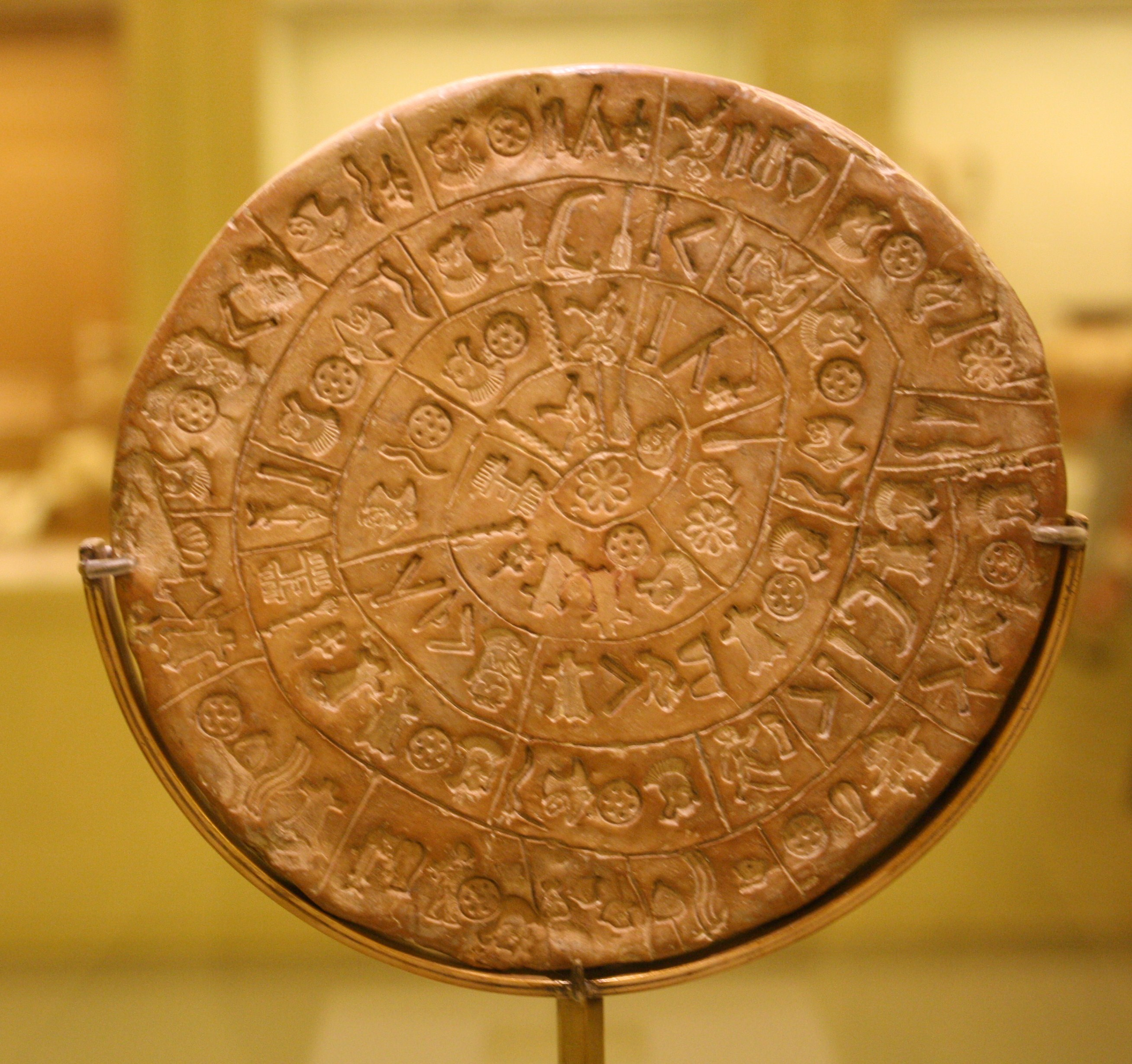
Фестський диск, Археологічний музей Іракліону
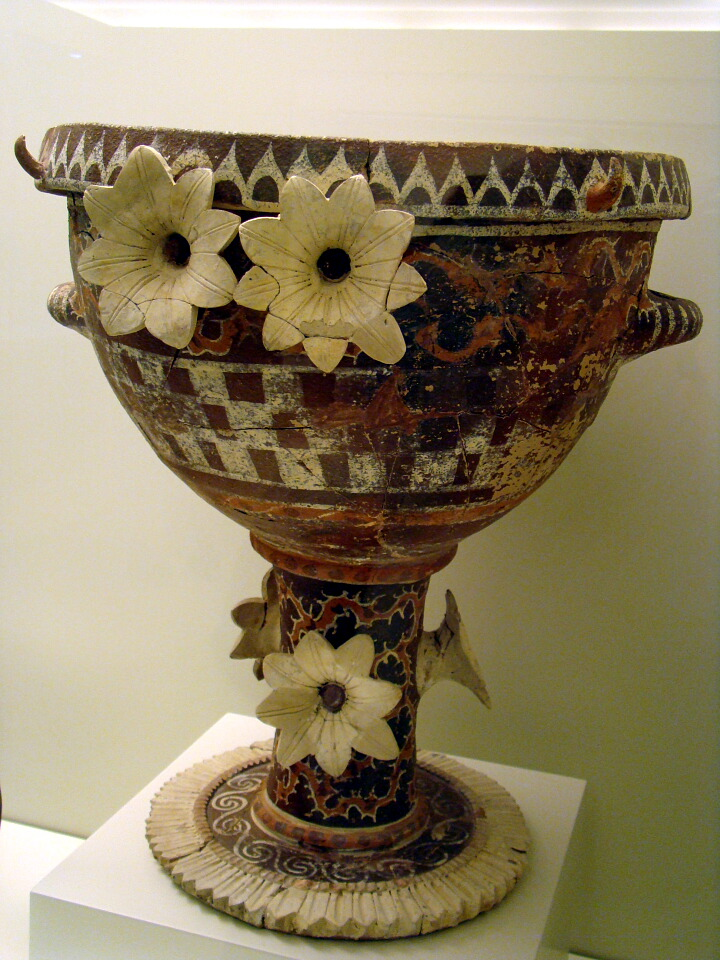
Кратер з розписом і скульптурним декором з палацу у Фесті, Археологічний музей Іракліону
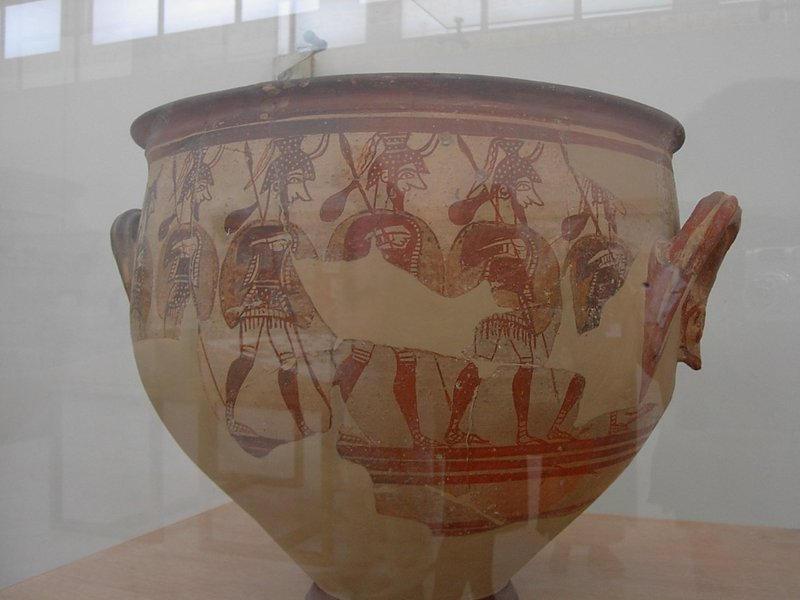
Кратер із «Будинку воїнів» у Мікенах. Теракота, бл. 1200 до н. е. Національний археологічний музей Афін
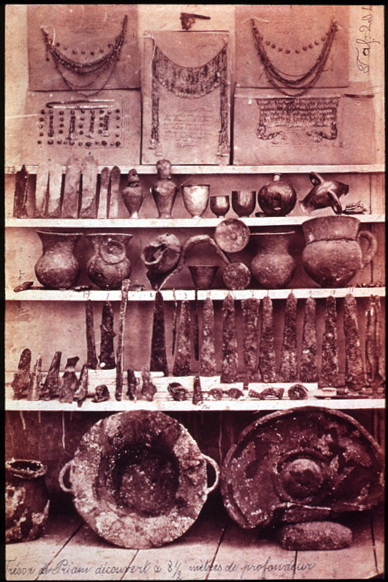
Так званий, Скарб Пріама з Трої, відкритий Генріхом Шліманом
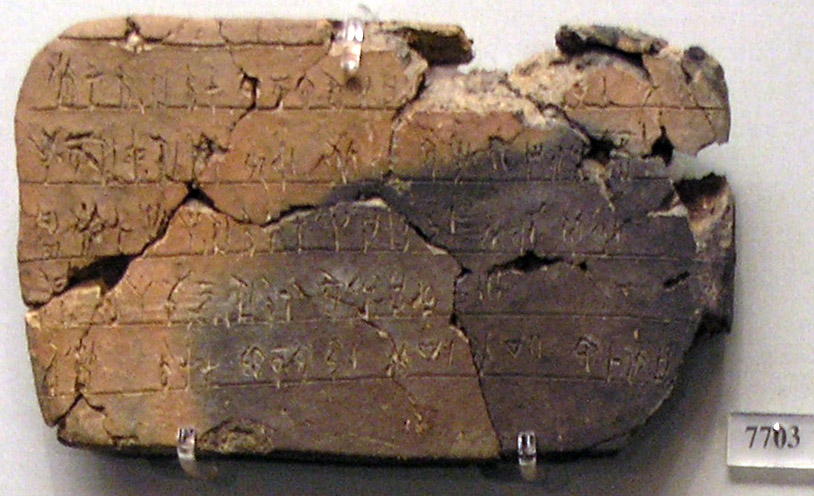
Лінійне письмо Б

## Галерея

Мікенська жінка